# Herniaria degenii
Herniaria degenii là loài thực vật có hoa thuộc họ Cẩm chướng. Loài này được (F.Herm.) Chaudhri mô tả khoa học đầu tiên năm 1968.